# Oli Jager
Pour les articles homonymes, voir Jager.
Pas d'image ? Cliquez ici

a Compétitions nationales et continentales officielles uniquement.

b Matchs officiels uniquement.
Dernière mise à jour le 9 mars 2025.
Oli Jager, né le 5 juillet 1995 à Hammersmith (Angleterre), est un joueur international irlandais de rugby à XV jouant au poste de pilier droit au Munster depuis 2023.

## Biographie

### Jeunesse et formation
Oli Jager naît à Hammersmith, quartier de Londres en Angleterre, d'une mère irlandaise et d'un père néerlandais. Peu de temps après sa naissance, il déménage en Irlande où il grandit. Il fréquente le Newbridge College à Kildare et le Blackrock College (en) à Dublin, où son père, Harm Jager, était entraîneur sportif. Harm Jager a aussi représenté les Pays-Bas en water-polo. Oli Jager joue pour l'équipe d'Irlande de rugby à XV des moins de 18 ans en 2013, puis manque les sélections pour intégrer le centre de formation du Leinster. Il décide alors d'aller tenter sa chance en Nouvelle-Zélande et passe par le programme international des Crusaders pour intégrer ensuite leur centre de formation.

### Début de carrière en Nouvelle-Zélande (2016-2023)
En 2016, Oli Jager commence sa carrière professionnelle avec Canterbury en National Provincial Championship (NPC). Le club possédant déjà plusieurs piliers de haut niveau comme Alex Hodgman, Siate Tokolahi et Daniel Lienert-Brown (en), les apparitions de Jager au cours de sa première saison se sont limitées à des apparitions sur le banc des remplaçants. Il est tout de même retenu dans le groupe pour la finale du championnat opposant Canterbury à Tasman. Il commence la rencontre sur le banc des remplaçants puis entre en jeu et son équipe s'impose 43 à 27.
À la suite de ce titre, il est retenu par Scott Robertson dans l'effectif des Crusaders pour la saison 2017 de Super Rugby. Il joue son premier match lors de la troisième journée contre les Queensland Reds. Il ne participe pas à la finale du Super Rugby que son équipe remporte en battant les Lions 25 à 17. Il joue ensuite un match avec les Barbarians néo-zélandais face aux Lions britanniques et irlandais perdu 7 à 13,. En fin d'année 2017, il remporte une seconde fois consécutive le NPC en battant une nouvelle fois Tasman.
En 2018, Jager ne joue pas la deuxième finale d'affilée de Super Rugby remportée par les Crusaders qui s'imposent 37 à 18 contre les Lions. Ensuite, il perd la finale du NPC 40 à 33 contre Auckland.
Puis, en 2019 il remporte pour la troisième fois en trois ans le Super Rugby, en ayant cette fois vaincu les Jaguares. L'année d'après, en raison de la pandémie de Covid-19, il participe au Super Rugby Aotearoa, qui compte uniquement les franchises néo-zélandaises. Il gagne aussi cette compétition en 2020 et 2021 en l'emportant face aux Chiefs en finale.
En 2022, il est titulaire pour la finale de Super Rugby remportée contre les Blues. Il perd ensuite aussi la finale du NPC en 2022 contre Wellington. Cette année, il est aussi sélectionné avec les All Blacks XV (en) pour une tournée dans l'hémisphère nord mais ne peut finalement pas y participer à cause d'une blessure. L'année suivante, en 2023, il est de nouveau titulaire pour une finale de Super Rugby, remportée contre les Chiefs.

### Retour en Irlande et premières sélections (depuis 2023)
Au mois de novembre 2023, en cours de saison 2023-2024, il quitte la Nouvelle-Zélande pour faire son retour en Irlande et s'engage au Munster. Il signe un contrat de trois ans et demi. Il fait ses débuts avec sa nouvelle équipe au mois de décembre contre les Glasgow Warriors. Pour sa première saison en Europe, il atteint les demi-finales du United Rugby Championship, avant d'être éliminé aux portes de la finale par les Glasgow Warriors, qui remportent ensuite la compétition. Cette saison, il est aussi sélectionné pour la première fois en équipe d'Irlande, d'abord en tant que partenaire d'entraînement pour le Tournoi des Six Nations 2024, puis est appelé définitivement un peu plus tard dans la compétition. Il obtient alors sa première sélection avec l'Irlande durant la troisième journée du Tournoi, contre le pays de Galles, profitant de l'absence de Finlay Bealham. Les Irlandais remportent par la suite la compétition.
Durant la saison 2024-2025, il joue pour la première fois avec l'équipe d'Irlande A (en) contre l'Angleterre A et perd ce match 28 à 12.

## Palmarès

### En franchise et province
- Canterbury
  - Vainqueur du Championnat des provinces néo-zélandaises en 2016 et 2017
  - Finaliste du Championnat des provinces néo-zélandaises en 2018
- Crusaders
  - Vainqueur du Super Rugby en 2017, 2018 et 2019
  - Vainqueur du Super Rugby Aotearoa en 2020 et 2021

### En équipe nationale
- Irlande
  - Vainqueur du Tournoi des Six Nations en 2024